# Monjas cistercienses
Las monjas cistercienses o bernardas son religiosas de votos solemnes, que forman una orden monástica femenina, rama de la Orden del Císter. Las monjas que forman parte posponen a su nombre las siglas O. Cist.

## Historia

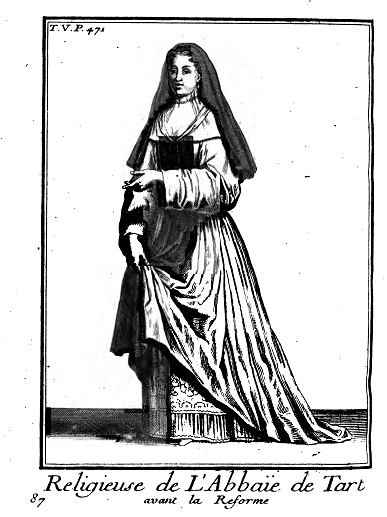
Monja de Tart-L'Abbaye, grabado de 1792

La Orden del Císter, en sus orígenes (1098), no quería instituir una rama femenina de monjas. Sólo hacia 1125, y con el apoyo del tercer abad Esteban Harding, se fundó el monasterio femenino de Tart-L'Abbaye, en la diócesis de Langres, con monjas de la abadía benedictino de Juilly, que dependía de la abadía de Molesme y donde había vivido y muerto como monja Humbelina, hermana de Bernardo de Claraval. Las monjas de Tart fundaron después Ferraque (1140, diócesis de Noyon), Blandecques (1153, en Saint-Omer) y Montreuil-les-Dames (1164, cerca de Laon).
Fuera de Francia, la primera comunidad femenina cisterciense fue la de Tulebras (1134), en el Reino de Navarra, en las que siguieron Santa María la Real de las Huelgas (Valladolid) en 1140, Espírito Santo (Olmedo) en 1142, Villabona o San Miguel de las Dueñas en 1155, Perales (1160), Gradefes (1168), etc. La más conocida fue la de Santa María la Real de Las Huelgas de Burgos, fundada por Alfonso VIII de Castilla en 1187 con monjas de Tulebras.
En la Corona de Aragón, el primer monasterio fue el de Santa Maria de la Piedad de Trasobares , fundado en el año 1152. Más adelante se fundarían otros como Santa María de Vallbona, en el año 1172 se incorporan un grupo de monjas provenientes de Tulebras, comandadas por la abadesa Òria Ramíres, que sería la primera abadesa de 1177 a 1190. Otro monasterio fue el de Santa María de Casbas, fundado por Oria de Pallars en el año 1173. En Italia se fundó el monasterio de Santa Lucía de Siracusa en 1171, y el mismo año de los de San Michele d'Ivrea y el de Conversano. En el siglo XIII ya había monasterios cistercienses de monjas en Suiza, Alemania y Flandes.
En 1190, las dieciocho abadesas cistercienses de Francia tuvieron el primer capítulo general de la orden en Tart. Las abadesas francesas y castellanas hacían visitas regulares a las casas que habían fundado, hasta que el Concilio de Trento dictaminó la clausura estricta de las monjas y puso fin a las visitas.

## Declive y reformas

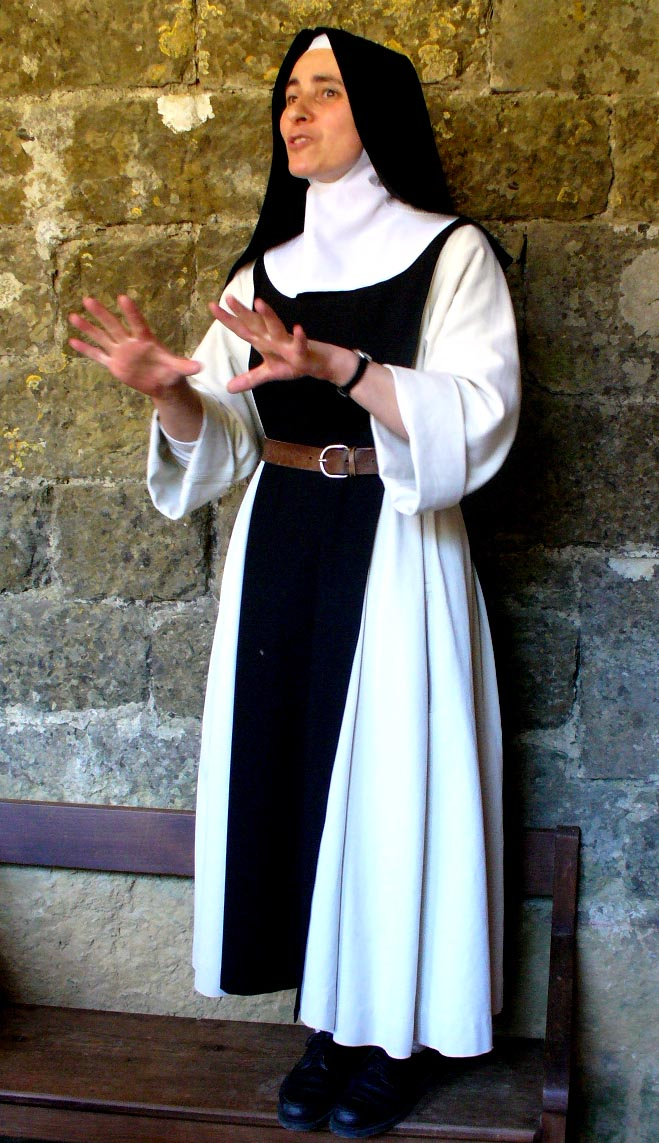
Monja cisterciense en la actualidad.

El declive común a toda la Orden del Císter  hacia el final del siglo XIV también se manifestó a las comunidades femeninas. Algunos movimientos de reforma empezaron, como el de Beatriz de Silva, que fundó una nueva orden, la Orden de la Inmaculada Concepción en Toledo.
En Francia, Jeanne de Courcelles de Pourlan, abadesa de Tart en 1617, restauró la disciplina regular de la comunidad y la trasladó a Dijon en 1625. La hostilidad del abad del Císter hacia la reforma hizo que el monasterio fuera apartado por la Santa Sede de la jurisdicción de la Orden del Cister.
Otra reforma se había originado en 1602 en Port-Royal des Champs por Angélique Arnauld quien después fundaría la abadía de Port-Royal de París, en 1622, que fue protegido por la reina María de Medici. Urbano VIII eximió la abadía de la jurisdicción de Císter. Las monjas de los dos Port-Royal se consagraron a la adoración del Santísimo Sacramento. Luis XIV de Francia, sin embargo, suprimió Port-Royal des Champs en 1710 y las comunidades se dispersaron.
La Revolución francesa acabó con buena parte de las comunidades monásticas del país galo. Poco después, Augustin de Lestrange reunió a algunas monjas cistercienses y restauró la Hermandad Cisterciense, otorgando a la comunidad de monjas, llamadas trapenses, en 1795, el monasterio de La Sainte-Volonté de Dieu (Bajo Valais, Suiza). Obligadas a abandonar el país en 1798, volvieron en 1803 y pudieron volver a Francia en 1816, instalándose en Forges, cerca de La Trappe. Con otras comunidades en Francia y por toda Europa, en 1892 tomaron el nombre de Cistercienses Reformadas de la Estricta Observancia. En 1902 se establecieron en América, en un monasterio cerca de Quebec (Canadá).
Las monjas cistercienses se dedican a la vida contemplativa y el trabajo en clausura. Al final de 2005 había 64 monasterios femeninos cistercienses, con 997 religiosas.